# 福島県立喜多方病院
福島県立喜多方病院（ふくしまけんりつきたかたびょういん）は、かつて福島県喜多方市に存在した医療機関。
福島県立病院事業の設置等に関する条例（昭和41年12月22日条例第77号）により設置された県立の病院である。
県立病院改革プランでは、福島県立喜多方病院と福島県立会津総合病院の統合が決定し、2013年5月に福島県立医科大学の附属病院で福島県立医科大学会津医療センターが開院した。それに伴い当院は2013年3月31日に閉院した。

## 沿革
- 1949年7月 - 日本医療団より移管を受けた県が開設[2]。
- 2013年3月31日 - 閉院

## 診療科
- 内科
- 外科
- 整形外科
- 皮膚科
- 眼科
- 小児科（休診）

## 医療機関の指定等
- 保険医療機関
- 労災保険指定医療機関
- 身体障害者福祉法指定医の配置されている医療機関
- 生活保護法指定医療機関
- 結核指定医療機関
- 戦傷病者特別援護法指定医療機関
- 原子爆弾被害者医療指定医療機関
- 原子爆弾被害者一般疾病医療取扱医療機関
- 特定疾患治療研究事業委託医療機関

## 交通アクセス
- JR東日本磐越西線喜多方駅より会津バスで約8分、県立病院前下車。